# William Burnside
William Burnside (Londra, 2 luglio 1852 – Cotleigh, 21 agosto 1927) è stato un matematico britannico, noto per i suoi contributi alla teoria dei gruppi, principalmente nello studio dei gruppi finiti.

## Biografia
Studiò all'Università di Cambridge, dove fu Second Wrangler nel 1875; tra i suoi professori vi furono James Clerk Maxwell e Arthur Cayley. Nel 1885 fu nominato professore al Royal Naval College di Greenwich.
I suoi primi studi riguardarono l'idrodinamica, che studiò con metodi dell'analisi complessa; per questi fu eletto membro della Royal Society nel 1893. A partire dal 1894, i suoi studi si concentrarono sui gruppi finiti, un soggetto che non era molto studiato all'epoca in Gran Bretagna. Nel 1899 entrò a far parte del consiglio della London Mathematical Society, di cui fu presidente tra il 1906 e il 1908; nello stesso 1899 ricevette la medaglia De Morgan.
Burnside praticò anche il canottaggio.

## Studi
Burnside lavorò nella teoria della rappresentazione dei gruppi, contribuendo a svilupparne parte della teoria fondamentale. Studiò i gruppi risolubili; uno dei suoi risultati più importanti è la dimostrazione che ogni gruppo il cui ordine (ovvero la cardinalità) è paqb (dove p e q sono numeri primi) è risolubile, e quindi che l'ordine di ogni gruppo semplice è divisibile per almeno tre primi distinti. Altri suoi risultati sono la dimostrazione che l'unico gruppo semplice il cui ordine ha solo quattro fattori primi (non necessariamente distinti) è il gruppo alterno A5, e che un gruppo di ordine pari con un 2-sottogruppo di Sylow ciclico non è semplice.
Lasciò due importanti problemi aperti: il primo affermava che ogni gruppo di ordine dispari fosse risolubile (congettura risolta positivamente da Walter Feit e John Griggs Thompson nel 1963), mentre il secondo (noto come problema di Burnside) chiedeva se ogni gruppo generato da un numero finito di elementi di ordine finito fosse finito. Sebbene il risultato sia negativo, gli studi su questo problema sono stati un attivo campo di ricerca.
Il suo libro Theory of Groups of Finite Order, pubblicato nel 1897, fu per molto tempo un importante testo nel settore.